# Lars and the Real Girl
 Lars and the Real Girl és una pel·lícula estatunidenca dramàtica dirigida el 2007 per Craig Gillespie.

## Argument
El guió escrit per Nancy Oliver se centra en un jove tímid, solitari i inadaptat social, interpretat per Ryan Gosling, i la seva relació amb Bianca, una nina inflable que afirma haver trobat a internet.

## Repartiment
- Ryan Gosling: Lars Lindstrom
- Emily Mortimer: Karin Lindstrom
- Paul Schneider: Gus Lindstrom
- Kelli Garner: Margo
- Patricia Clarkson: Dra. Dagmar Bergman
- R. D. Reid: Reverend Bock

## Premis i nominacions
Nominacions
- 2008: Oscar al millor guió original per Nancy Oliver
- 2008: Globus d'Or al millor actor musical o còmic per Ryan Gosling

## Rebuda
- En un temps en què les comèdies romàntiques semblen haver-se quedat sense idees noves, arriba 'Lars', una original, entretinguda i dolça faula brillantment escrita per Nancy Oliver (Six Feet Under).[2]
- "Com tot, l'argument funciona és profundament satisfactori. Només després del final de la pel·lícula t'adones com d'equilibrada està, quins riscos pren, i quines recompenses conté.[3]
- "Gillespie és massa autor, massa autoconscient, totalment permeable a les impostures de certa cal·ligrafia indie. El problema no és que vulgui ser una comèdia blanca, sinó que el seu creador no vulgui adonar-se que, realment, és una comèdia negríssima.[4]